# Los Cortijos
Los Cortijos è un comune spagnolo di 961 abitanti situato nella comunità autonoma di Castiglia-La Mancia.